# Bảo tàng Thượng Silesian ở Bytom
Bảo tàng Thượng Silesian ở Bytom (tiếng Ba Lan: Muzeum Górnośląskie w Bytomiu) là một bảo tàng có trụ sở chính tọa lạc tại số 2 Quảng trường Jan III Sobieski, Bytom, Ba Lan. Bảo tàng này là một tổ chức văn hóa địa phương của tỉnh Śląskie.

## Miêu tả
Bảo tàng Thượng Silesian ở Bytom có năm bộ phận chính, bao gồm Khảo cổ học, Dân tộc học, Lịch sử, Tự nhiên và Nghệ thuật. Ngoài ra, bảo tàng còn có các bộ phận phụ trợ, bao gồm Xúc tiến, Giáo dục, Xuất bản và Quản lý. Bảo tàng cũng sở hữu một thư viện chuyên biệt có tổng cộng hơn 50.000 đầu sách. Vào năm 2017, Cộng đồng Do Thái ở Katowice tặng cho Bảo tàng Thượng Silesian các hiện vật từ ngôi nhà cầu nguyện của người Do Thái ở Bytom trước đây, trong số đó có hơn 500 cuốn sách giá trị. Những cuốn sách này tạo thành bộ sưu tập sách tôn giáo viết bằng tiếng Do Thái lớn thứ ba ở Ba Lan.
Bảo tàng hiện đang hoạt động bên trong hai tòa nhà: tòa nhà chính trên Quảng trường Jan III Sobieski là một tòa nhà hai cánh được xây dựng trong hai năm 1929 và 1930, và tòa nhà còn lại tọa lạc ở số 34 phố W. Korfantego được xây dựng trong các năm 1899 - 1902 theo phong cách kiến trúc tân Gothic.